# Rafał Piszcz
Rafał Maciej Piszcz, né le 24 octobre 1940 à Poznań et mort le 12 septembre 2012 dans la même ville, est un kayakiste polonais. 

## Carrière
Rafał Piszcz participe aux Jeux olympiques de 1972 à Munich et remporte la médaille de bronze en K-2 1000m avec Władysław Szuszkiewicz.